# The Motorhomes
The Motorhomes var ett svenskt rockband från Jönköping, aktivt 1997–2004. De släppte två album: Songs for Me (and My Baby) (1999) och The Long Distance Runner (2002), och arbetade på ett tredje när bandet upplöstes under 2004 när sångaren Mattias Edlund bestämde sig för att lämna bandet.
Bandet bildades 1997 och spelades i P3:s Demo hösten 1997 där de blev framröstade av lyssnarna att få spela på Hultsfredfestivalens demoscen sex månader senare. Bandets mest kända låt var "Into the Night" från första skivan. Låten var den mest spelade svenska låten på P3 det året. Videon till låten visades ofta på MTV och Voxpop. Även "The Man" från andra albumet blev en stor hit.
The Motorhomes blev grammisnominerade för 1999 års bästa nykomling och bästa video. De gjorde över 200 spelningar, främst i Norden och England, och spelade bland annat på Hultsfred-, Glastonbury-, Leeds- och Reading-festivalerna. De var med som förband till Suede, Gene, Super Furry Animals och Shed Seven, och tog med Melody Club som sitt förband.
Efter att bandet splittrades 2004 har Mattias Edlund släppt ett soloalbum som John ME och blev känd med låten "Love Is My Drug" 2009. Petur Mogensen har spelat med The Mary Onettes. Adam Starck har spelat med The Slaves, Jonna Lee och John ME. Peder Claesson har spelat med Friska Viljor och släppte 2011 sitt soloalbum som The Commander.

## Diskografi

### Album
- 1999 - Songs for Me (and My Baby)
- 2002 - The Long Distance Runner

### Singlar
- 1999 - "It's Alright"
- 1999 - "Into the Night"
- 2000 - "For Whom It May Concern"
- 2000 - "For Tomorrow"
- 2001 - "The Man"
- 2002 - "I Wanne Make You Sing"

## Medlemmar

### Ursprungliga
- Daniel Skaar, gitarr,  1998-2000
- John Mattias Edlund, sång,  1997-2004
- Adam Starck, gitarr,  1997-2004
- Petur Mogensen, bas,  1997-2004
- Peder Claesson, trummor,  1997-2002

### Senare
- Niklas Korsell, trummor,  2002-2004
- Henrik Carlsson, keyboard,  2002-2004